# Eutelia mima
Eutelia mima là một loài bướm đêm trong họ Noctuidae.